# 10048 Grönbech
10048 Grönbech eller 1986 TQ är en asteroid i huvudbältet, som upptäcktes 3 oktober 1986 av den danska astronomen Poul Jensen vid Brorfelde-observatoriet. Den är uppkallad efter den danske astronomen Bent Grönbech.
Den har den diameter på ungefär 8 kilometer.